# Championnats d'Europe de cyclisme sur piste juniors et espoirs 2020
Navigation
Championnats d'Europe 2019 Championnats d'Europe 2021
Les 20e Championnats d'Europe de cyclisme sur piste juniors et espoirs ont lieu du 8 au 13 octobre 2020 au Velodromo Attilio Pavesi de Fiorenzuola d'Arda, en Italie. C'est la quatrième fois que l'Italie accueille les championnats d'Europe de la catégorie, après 2001, 2005 et 2016. La piste en plein air accueille également tous les ans les Sei giorni delle Rose. 
À l'origine, les championnats devaient se dérouler du 7 au 12 juillet au Velódromo Nacional de Sangalhos à Anadia au Portugal. Ils ont été annulés en raison de la pandémie de Covid-19. Ils ont ensuite été envisagés au Velodromo G. Servadei à Forlì, en Italie, avant d'être finalement attribués à Fiorenzuola d'Arda.
Au total, 321 coureurs sont engagés, représentant 23 pays, se disputent les 44 titres mis en jeu. Ces championnats sont retransmis en direct sur le site de l'Union européenne de cyclisme.
L'Allemagne domine ces championnats d'Europe et termine à la première place du tableau des médailles. Les cyclistes allemands ont remporté un total de 30 médailles (12 or, 9 argent et 9 bronze) et ils devancent les Russes (11 or, 3 argent et 7 bronze) ainsi que le pays hôte, l'Italie (5 or, 4 argent et 4 bronze).
L'Allemande Lea Sophie Friedrich remporte quatre médailles d'or en quatre épreuves sur les épreuves de vitesse chez les espoirs. Toujours chez les espoirs, les italiennes ont remporté cinq médailles d'or dans les disciplines d'endurance. Le dernier jour de la compétition, l'équipe nationale italienne n'est pas au départ des épreuves, car un membre de l'équipe a été testé positif au covid-19.

## Résultats

### Juniors
| Épreuves               | Or                                                                              | Argent                                                                      | Bronze                                                              |
| ---------------------- | ------------------------------------------------------------------------------- | --------------------------------------------------------------------------- | ------------------------------------------------------------------- |
| Épreuves masculines    |                                                                                 |                                                                             |                                                                     |
| Kilomètre              | Noah Vandenbranden                                                              | Laurin Drescher                                                             | Willy Weinrich                                                      |
| Keirin                 | Bohdan Danylchuk                                                                | Paul Groß                                                                   | Damien Fortis                                                       |
| Vitesse individuelle   | Willy Weinrich                                                                  | Konrad Burawski                                                             | Domenic Kruse                                                       |
| Vitesse par équipes    | Allemagne Paul Schippert Domenic Kruse Willy Weinrich                           | Pologne Adam Janeczek Maciej Fąk Tomasz Grzesiak                            | Russie Nikita Kalachnik Alexander Popov Alexey Sherstenikin         |
| Poursuite individuelle | Benjamin Boos                                                                   | Carl-Frederik Bévort                                                        | Manlio Moro                                                         |
| Poursuite par équipes  | Russie Mark Kryuchkov David Shekelashvili Dmitrii Dolzhikov Daniil Valgonen     | Allemagne Benjamin Boos Maximilian Eisser Moritz Kretschy Luis-Joe Lührs    | Italie Lorenzo Balestra Niccolò Galli Manlio Moro Andrea D'Amato    |
| Course aux points      | Moritz Kretschy                                                                 | Fabio Christen                                                              | Tobias Aagaard Hansen                                               |
| Américaine             | Danemark Tobias Lund Andresen Kasper Andersen                                   | Espagne Francesc Bennassar Marc Terrasa                                     | Allemagne Benjamin Boos Tim Torn Teutenberg                         |
| Scratch                | Loe van Belle                                                                   | Noah Vandenbranden                                                          | Laurin Drescher                                                     |
| Omnium                 | Loe van Belle                                                                   | Tim Torn Teutenberg                                                         | Eddy Le Huitouze                                                    |
| Élimination            | Tobias Aagaard Hansen                                                           | Adam Wozniak                                                                | Fabian Weiss                                                        |
| Épreuves féminines     |                                                                                 |                                                                             |                                                                     |
| 500 mètres             | Marith Vanhove                                                                  | Alla Biletska                                                               | Taky Marie-Divine Kouamé                                            |
| Keirin                 | Alina Lysenko                                                                   | Taky Marie-Divine Kouamé                                                    | Alla Biletska                                                       |
| Vitesse individuelle   | Alina Lysenko                                                                   | Taky Marie-Divine Kouamé                                                    | Elizaveta Bogomolova                                                |
| Vitesse par équipes    | Pologne Joanna Błaszczak Natalia Nieruchalska Nikola Wielowska                  | Italie Valentina Basilico Sara Fiorin Gaia Tormena                          | Russie Varvara Blagodarova Elizaveta Krechkina Elizaveta Bogomolova |
| Poursuite individuelle | Alena Ivanchenko                                                                | Zuzanna Olejniczak                                                          | Julie De Wilde                                                      |
| Poursuite par équipes  | Russie Inna Abaidullina Alena Ivanchenko Anastasia Pecherskikh Valeria Valgonen | Italie Lara Crestanello Silvia Bortolotti Eleonora Gasparrini Elisa Tonelli | Allemagne Hanna Dopjans Lana Eberle Fabienne Jahrig Marla Sigmund   |
| Course aux points      | Katrijn De Clercq                                                               | Daniela Campos                                                              | Daniek Hengeveld                                                    |
| Américaine             | Belgique Marith Vanhove Katrijn De Clercq                                       | Pologne Nikola Wielowska Zuzanna Olejniczak                                 | Italie Lara Crestanello Valentina Basilico                          |
| Scratch                | Nora Jenčušová                                                                  | Nikola Wielowska                                                            | Lara Crestanello                                                    |
| Omnium                 | Nikola Wielowska                                                                | Flavie Boulais                                                              | Daniela Campos                                                      |
| Élimination            | Daniela Campos                                                                  | Gabriela Bártová                                                            | Daniek Hengeveld                                                    |

### Espoirs
| Épreuves               | Or                                                                       | Argent                                                                            | Bronze                                                                    |
| ---------------------- | ------------------------------------------------------------------------ | --------------------------------------------------------------------------------- | ------------------------------------------------------------------------- |
| Épreuves masculines    |                                                                          |                                                                                   |                                                                           |
| Kilomètre              | Felix Groß                                                               | Anton Höhne                                                                       | Ivan Smirnov                                                              |
| Keirin                 | Anton Höhne                                                              | Daan Kool                                                                         | Mateusz Sztrauch                                                          |
| Vitesse individuelle   | Martin Čechman                                                           | Mikhail Iakovlev                                                                  | Konstantínos Livanós                                                      |
| Vitesse par équipes    | Russie Daniil Komkov Dmitri Nesterov Pavel Rostov                        | Tchéquie Matěj Bohuslávek Martin Čechman Jakub Šťastný                            | Allemagne Anton Höhne Julien Jäger Nik Schröter                           |
| Poursuite individuelle | Felix Groß                                                               | Ivan Smirnov                                                                      | Lev Gonov                                                                 |
| Poursuite par équipes  | Russie Nikita Bersenev Lev Gonov Ivan Smirnov Gleb Syritsa               | Italie Davide Boscaro Gidas Umbri Jonathan Milan Tommaso Nencini                  | Allemagne Richard Banusch Tobias Buck-Gramcko Felix Groß Nicolas Heinrich |
| Course aux points      | Gleb Syritsa                                                             | Iúri Leitão                                                                       | Richard Banusch                                                           |
| Américaine             | Russie Lev Gonov Ivan Smirnov                                            | Suisse Robin Froidevaux Valère Thiébaud                                           | Pologne Bartosz Rudyk Filip Prokopyszyn                                   |
| Scratch                | Bartosz Rudyk                                                            | Iúri Leitão                                                                       | Tuur Dens                                                                 |
| Omnium                 | Gleb Syritsa                                                             | Alex Vogel                                                                        | Fabio Van Den Bossche                                                     |
| Élimination            | Jules Hesters                                                            | Iúri Leitão                                                                       | Raúl García Pierna                                                        |
| Épreuves féminines     |                                                                          |                                                                                   |                                                                           |
| 500 mètres             | Lea Sophie Friedrich                                                     | Pauline Grabosch                                                                  | Yana Tyshchenko                                                           |
| Keirin                 | Lea Sophie Friedrich                                                     | Nikola Sibiak                                                                     | Nikola Seremak                                                            |
| Vitesse individuelle   | Lea Sophie Friedrich                                                     | Pauline Grabosch                                                                  | Yana Tyshchenko                                                           |
| Vitesse par équipes    | Allemagne Lea Sophie Friedrich Pauline Grabosch Alessa-Catriona Pröpster | Russie Ksenia Andreeva Serafima Grishina Yana Tyshchenko                          | Pologne Paulina Petri Nikola Seremak Nikola Sibiak                        |
| Poursuite individuelle | Franziska Brauße                                                         | Vittoria Guazzini                                                                 | Mia Griffin                                                               |
| Poursuite par équipes  | Italie Marta Cavalli Vittoria Guazzini Martina Fidanza Chiara Consonni   | Allemagne Franziska Brauße Lin Lea Teutenberg Finja Smekal Lena Charlotte Reißner | Pologne Wiktoria Pikulik Karolina Lipiejko Anna Sagan Karolina Kumięga    |
| Course aux points      | Silvia Zanardi                                                           | Shari Bossuyt                                                                     | Franziska Brauße                                                          |
| Américaine             | Italie Chiara Consonni Martina Fidanza                                   | Allemagne Lea Lin Teutenberg Franziska Brauße                                     | Pologne Wiktoria Pikulik Patrycja Lorkowska                               |
| Scratch                | Martina Fidanza                                                          | Maike van der Duin                                                                | Maria Martins                                                             |
| Omnium                 | Maria Novolodskaya                                                       | Wiktoria Pikulik                                                                  | Olivija Baleišytė                                                         |
| Élimination            | Chiara Consonni                                                          | Maria Martins                                                                     | Mylene de Zoete                                                           |

## Tableau des médailles
| Rang  | Nation    | Or | Argent | Bronze | Total |
| ----- | --------- | -- | ------ | ------ | ----- |
| 1     | Allemagne | 12 | 9      | 9      | 30    |
| 2     | Russie    | 11 | 3      | 7      | 21    |
| 3     | Italie    | 5  | 4      | 4      | 13    |
| 4     | Belgique  | 5  | 2      | 3      | 10    |
| 5     | Pologne   | 3  | 8      | 6      | 17    |
| 6     | Pays-Bas  | 2  | 2      | 3      | 7     |
| 7     | Danemark  | 2  | 1      | 1      | 4     |
| 8     | Portugal  | 1  | 5      | 2      | 8     |
| 9     | Tchéquie  | 1  | 2      | 0      | 3     |
| 10    | Ukraine   | 1  | 1      | 1      | 3     |
| 11    | Slovaquie | 1  | 0      | 0      | 1     |
| 12    | Suisse    | 0  | 3      | 2      | 5     |
| 12    | France    | 0  | 3      | 2      | 5     |
| 14    | Espagne   | 0  | 0      | 2      | 2     |
| 15    | Irlande   | 0  | 0      | 1      | 1     |
| 15    | Grèce     | 0  | 0      | 1      | 1     |
| 15    | Lituanie  | 0  | 0      | 1      | 1     |
| Total | Total     | 44 | 44     | 44     | 132   |